# HD 177808
HD 177808，又名BD+31 3453，SAO 67782、HR 7237，是一颗恒星，视星等为5.56，位于銀經62.98，銀緯11.26，其B1900.0坐标为赤經19h 1m 9.2s，赤緯+31° 11.26′ 42″。